# Merete Myklebust
Merete Myklebust (* 16. Mai 1973 in Ålesund) ist eine ehemalige norwegische Fußballspielerin, die mit der A-Nationalmannschaft 1995 Weltmeister wurde und 1996 die olympische Bronzemedaille gewann.

## Karriere

### Vereine
Myklebust begann beim Spjelkavik Idrettslag, einem Sportverein im gleichnamigen Stadtbezirk von Ålesund, mit dem Fußballspielen. Im weiteren Verlauf rückte sie in die erste Mannschaft auf, der sie bis ins Jahr 1993 angehörte.
Von 1994 bis 2001 spielte sie ausschließlich für den Trondheims-Ørn SK, bis 1999 in der Eliteserien, von 2000 bis 2001 in der Toppserien, den jeweils höchsten Spielklassen im norwegischen Frauenfußball. Während ihrer Vereinszugehörigkeit gewann sie jeweils sechsmal die Meisterschaft und den nationalen Vereinspokal; das Double gewann sie viermal.

### Nationalmannschaft
Nachdem Myklebust für die Nachwuchsnationalmannschaften des NFF in den Altersklassen U16 und U20 bereits Länderspiele bestritten hatte, debütierte sie am 25. September 1993 in Råde bei der 1:3-Niederlage im Freundschaftsspiel gegen die Nationalmannschaft Deutschlands. Ihren ersten Sieg mit der Mannschaft erlebte sie in ihrem zweiten Länderspiel am 16. Oktober 1993 im Varden Amfi in Bergen beim 8:0-Sieg über die Nationalmannschaft Ungarns im zweiten Spiel der EM-Qualifikationsgruppe 1. In den folgenden vier Kalenderjahren waren ihre Länderspieleinsätze stets zweistellig. Ihr erstes von zwei Länderspieltoren erzielte sie – bei ihrer Teilnahme am Turnier um den Algarve-Cup 1995 – am 20. März in Quarteira im Spiel um Platz 3 gegen die US-amerikanische Nationalmannschaft beim 3:3-Unentschieden mit dem Treffer zum Endstand drei Minuten vor Ende der regulären Spielzeit. Im anschließenden Elfmeterschießen setzte sich ihre Mannschaft mit 4:2 durch. Ein Jahr zuvor, bei der Premiere des Turniers, gewann sie dieses mit ihrer Mannschaft, nachdem die US-amerikanische Nationalmannschaft im Finale mit 1:0 durch das Tor von Ann Kristin Aarønes in der 84. Minute bezwungen werden konnte. Weitere Turniersiege schlossen sich in den Jahren 1996 und 1997 an.
Des Weiteren nahm sie mit ihrer Mannschaft an der Europameisterschaft 1995 teil, nachdem im Viertelfinale der EM-Qualifikation die Nationalmannschaft Italiens zweimal bezwungen wurde. Im Halbfinale, das in Hin- und Rückspiel ausgetragen wurde, setzte sich die Nationalmannschaft Schwedens durch. Zwei Jahre später kam sie bei der im eigenen Land ausgetragenen Europameisterschaft im ersten und dritten Spiel der Gruppe B zum Einsatz und schied als Gruppendritter vorzeitig aus dem Turnier aus.
Vom 6. bis zum 18. Juni 1995 bestritt sie alle sechs Spiele im Turnier um die Weltmeisterschaft, einschließlich des mit 2:0 gegen die Nationalmannschaft Deutschlands gewonnenen Finales. Schon mit dem Einzug ins Viertelfinale hatte sich ihre Mannschaft für die Teilnahme am olympischen Fußballturnier 1996 in Atlanta qualifiziert. In diesem bestritt sie fünf Spiele und gewann mit dem 2:0-Sieg über die Nationalmannschaft Brasiliens im Spiel um Bronze, eben jene Medaille.
Ihren letzten Einsatz als A-Nationalspielerin hatte sie am 6. November 1997 in Bayreuth bei der 0:1-Niederlage im Freundschaftsspiel gegen die Nationalmannschaft Deutschlands.

## Erfolge
Nationalmannschaft
- Weltmeister 1995
- Halbfinalist Europameisterschaft 1995
- Olympische Bronzemedaille 1996
- Algarve-Cup-Sieger 1994, 1996, 1997

Trondheims-Ørn SK
- Norwegischer Meister 1994, 1995, 1996, 1997, 2000, 2001
- Norwegischer Pokalsieger 1994, 1996, 1997, 1998, 1999, 2001